# 金恩培

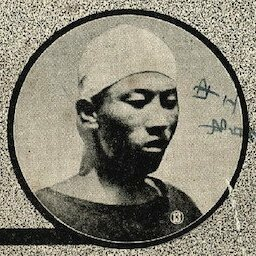
1932年

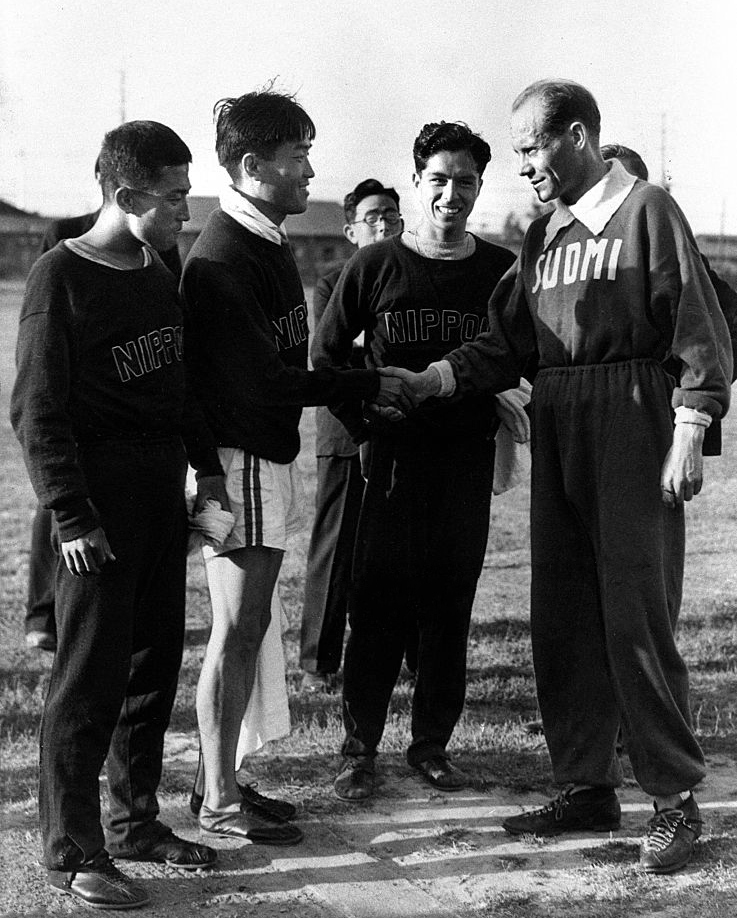
ロサンゼルスオリンピック時に、ヌルミと面会したマラソン日本代表。左端が金恩培（右に権泰夏、津田晴一郎）。

金 恩培（キム・ウンベ、きん おんばい、1913年8月21日 - 1980年2月15日）は、朝鮮半島出身の陸上競技選手。1932年ロサンゼルスオリンピック男子マラソンに出場し、6位に入賞した。早稲田大学卒業。ロサンゼルスオリンピック当時、朝鮮半島は日本に併合されていたため、権泰夏と共に日本代表として出場した。

## 経歴・人物
京城（現：ソウル）の富裕な家に生まれる。1928年に京城の養正高等普通学校（内地の中学校に該当）に入学、陸上部で長距離走の選手として頭角を現す。3年生の頃からは陸上部の主力選手として、朝鮮や内地で開催された競技会や駅伝大会で活躍し、養正高普が陸上の名門と呼ばれる礎を築いた。
1931年10月、第7回朝鮮明治神宮大会のマラソンに出場、2時間26分12秒で優勝する。この記録は当時の世界最高記録を大きく上回るものであったが、コースは未公認であったことから正式な記録とはならず、金が初マラソンだったこともあり疑問も寄せられた。しかし11月の明治神宮体育大会（現在の国民体育大会の前身）のマラソンでは、日本最高記録を破る2時間34分58秒で塩飽玉男に次ぐ2位となり、マラソンランナーとして注目されることになった。同じ11月、京城と永登浦の間で開催された京永マラソン（短縮コース）で優勝。このとき別の競技会で京城に来ていた孫基禎（後の1936年ベルリンオリンピックマラソン金メダリスト）は、この優勝の報を見て初めて「マラソン」という言葉に接したという。孫は翌年、養正高普に入学し、金のチームメイトとなった。
1932年5月のロサンゼルスオリンピックマラソン最終予選会では権泰夏に次ぐ2位となり、オリンピックの代表に選ばれた。権、ボクシングの黄乙秀とともに、朝鮮民族では最初のオリンピック代表選手となった。8月のオリンピック本番では2時間37分28秒の記録で6位入賞を果たした。
養正高普を卒業後、早稲田大学政治経済学部に進学。在学中は1934年と1935年の箱根駅伝に出場。1934年は7区を走って区間賞を獲得し、総合優勝に貢献した。
戦後は韓国に居住。日本からの解放後に、権泰夏・孫基禎・南昇竜とともに「マラソン普及会」を組織した。その後は韓国陸上競技連盟の理事長や1952年ヘルシンキオリンピックの韓国陸上競技監督など、陸上・スポーツ関係の役職を歴任した。